# Clinton Hart Merriam taxonjai

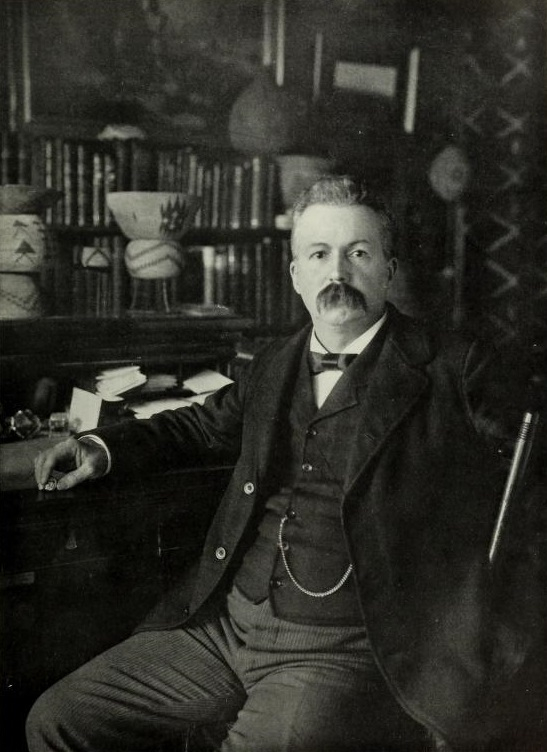
Clinton Hart Merriam

Ezen a listán azok a taxon nevek szerepelnek, amelyeket Clinton Hart Merriam (1855 – 1942) alkotott. Azok a taxon nevek, amelyek nincsenek belinkelve, manapság csak szinonimaként használtak (az alábbi lista nem teljes):

## Erszényesek
- Didelphis virginiana cozumelae Merriam, 1901 - Didelphis virginiana yucatanensis

## Párosujjú patások

### Pekarifélék
- Pecari tajacu crassus Merriam, 1901
- Pecari tajacu humeralis Merriam, 1901
- Pecari tajacu nanus Merriam, 1901
- Pecari tajacu yucatanensis Merriam, 1901
- Olidosus Merriam, 1901 - Tayassu
- Tayassu pecari ringens Merriam, 1901

### Tülkösszarvúak
- Ovis canadensis nelsoni Merriam, 1897

### Szarvasfélék
- yucatáni nyársasszarvas (Mazama pandora) Merriam, 1901
- cedros-szigeti öszvérszarvas (Odocoileus hemionus cerrosensis) Merriam, 1898
- sitka öszvérszarvas (Odocoileus hemionus sitkensis) Merriam, 1898
- Odocoileus virginianus nelsoni Merriam, 1898
- Odocoileus virginianus thomasi Merriam, 1898
- Roosevelt-vapiti (Cervus canadensis roosevelti) (Merriam, 1897)
- Cervus elaphus roosevelti Merriam, 1897 - Roosevelt-vapiti
- Tule vapiti (Cervus canadensis nannodes) (Merriam, 1905)
- Cervus elaphus nannodes Merriam, 1905 - Tule vapiti

### Villásszarvúantilop-félék
- Antilocapra americana mexicana Merriam, 1901

## Eulipotyphla
- Blarina peninsulae Merriam, 1895
- Cryptotis alticola (Merriam, 1895)
- Cryptotis goldmani (Merriam, 1895)
- Cryptotis nelsoni Merriam, 1895
- Cryptotis obscura (Merriam, 1895)
- Cryptotis peregrina (Merriam, 1895)
- Cryptotis mayensis (Merriam, 1901)
- Thomas-kisfülűcickány (Cryptotis thomasi) (Merriam, 1897)
- Cryptotis tropicalis (Merriam, 1895)
- Cryptotis magna (Merriam, 1895)
- Megasorex gigas (Merriam, 1897)
- Atophyrax Merriam, 1884 - Sorex
- Sorex alaskanus Merriam, 1900
- Sorex bairdi Merriam, 1895
- Sorex bendirii Merriam, 1884
- Mount Lyell-cickány Sorex lyelli (Merriam, 1902)
- Sorex macrodon Merriam, 1895
- Sorex monticolus Merriam, 1890
- Sorex nanus Merriam, 1895
- Sorex oreopolus Merriam, 1892
- Sorex orizabae Merriam, 1895
- Sorex ornatus Merriam, 1895
- Sorex pribilofensis Merriam, 1895
- Sorex tenellus Merriam, 1895
- Sorex tundrensis Merriam, 1900
- Sorex saussurei Merriam, 1892
- Sorex sclateri Merriam, 1897
- Sorex stizodon Merriam, 1895
- Sorex ventralis Merriam, 1895
- Scapanus latimanus alpinus Merriam, 1897 - Scapanus latimanus dilatus
- Scapanus latimanus truei Merriam, 1894 - Scapanus latimanus dilatus

## Ragadozók
- kitróka (Vulpes macrotis) Merriam, 1888
- kaliforniai tengeri vidra (Enhydra lutris nereis) (Merriam, 1904)
- Mephitis mephitis estor Merriam, 1890
- Tres Marías-szigeteki mosómedve (Procyon lotor insularis) Merriam, 1898
- Procyon lotor pacificus Merriam, 1899
- Procyon lotor pallidus Merriam, 1900
- törpe mosómedve (Procyon pygmaeus) (Merriam, 1901)[1]
- Nasua narica molaris Merriam, 1902
- cozumel-szigeti ormányosmedve (Nasua narica nelsoni) Merriam, 1901
- Nasua nelsoni Merriam, 1901 - cozumel-szigeti ormányosmedve[2][3][4]
- Nasua nasua molaris Merriam, 1902
- Bassariscus astutus saxicola Merriam, 1897
- Lynx rufus baileyi Merriam, 1890
- Lynx rufus pallescens Merriam, 1899
- Lynx rufus uinta Merriam, 1902 - Lynx rufus pallescens

## Nyúlalakúak
- Lepus californicus tularensis Merriam, 1904 - Lepus californicus californicus
- Lepus californicus wallawalla Merriam, 1904 - Lepus californicus deserticola

## Rágcsálók

### Hódalkatúak

#### Tasakospatkány-félék
- Platygeomys Merriam, 1895 - Cratogeomys
- Cratogeomys fulvescens Merriam, 1895[5]
- Queretaro-mexikóitasakospatkány (Cratogeomys fumosus) (Merriam, 1892)
- Cratogeomys neglectus Merriam, 1902
- Cratogeomys tylorhinus Merriam, 1895 - Queretaro-mexikóitasakospatkány
- Cratogeomys goldmani Merriam, 1895
- Cratogeomys perotensis Merriam, 1895[6]
- Cratogeomys planiceps Merriam, 1895
- Geomys arenarius Merriam, 1895
- Geomys attwateri Merriam, 1895
- Geomys texensis Merriam, 1895
- Cratogeomys gymnurus Merriam, 1892 - Geomys texensis

#### Tasakosegér-félék
- Dipodops Merriam, 1890 - Dipodomys
- kaliforniai kengurupatkány (Dipodomys californicus) Merriam, 1890
- Dipodomys californicus californicus Merriam, 1890
- Dipodomys elator Merriam, 1894
- Dipodomys ingens Merriam, 1904
- Dipodomys microps Merriam, 1904
- Dipodomys nelsoni Merriam, 1907
- Tipton-kengurupatkány (Dipodomys nitratoides) Merriam, 1894
- Dipodomys panamintinus Merriam, 1894
- Dipodomys simulans Merriam, 1904
- Dipodomys spectabilis Merriam, 1890
- Stephens-kengurupatkány (Dipodomys stephensi) Merriam, 1907
- Dipodomys venustus Merriam, 1904
- Liomys Merriam, 1902 - Heteromys[7]
- Heteromys goldmani Merriam, 1902
- chiapasi erdeitasakosegér (Heteromys nelsoni) Merriam, 1902

### Egéralkatúak

#### Ugróegérfélék
- Zapus alascensis Merriam, 1897 - kanadai szöcskeegér
- Zapus tenellus Merriam, 1897 - kanadai szöcskeegér
- Zapus pacificus Merriam, 1897 - nyugati szöcskeegér
- Zapus montanus Merriam, 1897 - csendes-óceán parti szöcskeegér

#### Hörcsögfélék

##### Pocokformák
- Herpetomys Merriam, 1898 - Microtus
- Orthriomys Merriam, 1898 - Microtus
- Microtus fisheri Merriam, 1900 - Microtus abbreviatus
- guatemalai földipocok (Microtus guatemalensis) Merriam, 1898
- Microtus longicaudus Merriam, 1888
- Microtus alticola (Merriam, 1890)
- Microtus bernardinus Merriam, 1908
- Microtus macrurus Merriam, 1898
- Microtus mordax (Merriam, 1891) - Microtus longicaudus
- Microtus fulviventer Merriam, 1890 - mexikói földipocok
- Microtus phaeus (Merriam, 1892) - mexikói földipocok
- Microtus macropus (Merriam, 1891) - Microtus richardsoni
- Microtus umbrosus Merriam, 1898
- Microtus nanus (Merriam, 1891) - hegyi pocok
- Microtus adocetus Merriam, 1908 - oregoni földipocok
- Microtus bairdii Merriam, 1897
- Microtus serpens Merriam, 1897 - oregoni földipocok
- Microtus minor (Merriam, 1888) - préri földipocok
- Microtus innuitus Merriam, 1900 - északi pocok
- Microtus kadiacensis Merriam, 1897
- Microtus macfarlani Merriam, 1900
- Microtus popofensis Merriam, 1900
- Microtus sitkensis Merriam, 1897
- Microtus unalascensis Merriam, 1897
- Microtus yakutatensis Merriam, 1900 - északi pocok
- alaszkai örvöslemming (Dicrostonyx nelsoni) Merriam, 1900
- Richardson-örvöslemming (Dicrostonyx richardsoni) Merriam, 1900
- Aleut-szigeteki örvöslemming (Dicrostonyx unalascensis) Merriam, 1900
- Lemmus alascensis Merriam, 1900 - Lemmus trimucronatus
- Lemmus yukonensis Merriam, 1900 - Lemmus trimucronatus
- Synaptomys helaletes Merriam, 1896 - déli álarcoslemming
- Synaptomys dalli Merriam, 1896 - sarki álarcoslemming
- Synaptomys truei Merriam, 1896
- Synaptomys wrangeli Merriam, 1896 - sarki álarcoslemming
- kaliforniai erdeipocok (Myodes californicus) Merriam, 1890
- Myodes mazama (Merriam, 1897)
- Myodes obscurus (Merriam, 1897) - kaliforniai erdeipocok
- Myodes brevicaudus (Merriam, 1891) - Gapper-erdeipocok
- Myodes carolinensis (Merriam, 1888)
- Myodes galei (Merriam, 1890)
- Myodes idahoensis (Merriam, 1891)
- Myodes occidentalis (Merriam, 1890) - Gapper-erdeipocok
- Myodes dawsoni (Merriam, 1888) - sarki erdeipocok
- Myodes orca (Merriam, 1900) - sarki erdeipocok
- Ondatra macrodon (Merriam, 1897) - pézsmapocok
- Ondatra zibethicus macrodon (Merriam, 1897) - pézsmapocok
- fehérlábú fenyőpocok (Arborimus albipes) Merriam, 1901
- Phenacomys Merriam, 1889
- kanadai fenyőpocok (Phenacomys intermedius) Merriam, 1889
- Phenacomys orophilus Merriam, 1891
- Phenacomys preblei Merriam, 1897 - kanadai fenyőpocok
- Phenacomys ungava Merriam, 1889
- Phenacomys celatus Merriam, 1889
- Phenacomys latimanus Merriam, 1889 - Phenacomys ungava

##### Neotominae
- Neotominae Merriam, 1894
- Neotominae Merriam, 1894 - Neotominae
- törpe prériegér (Baiomys musculus) Merriam, 1892
- Neotoma angusticeps Merriam, 1894 - fehértorkú bozótpatkány
- Neotoma melanura Merriam, 1894 - fehértorkú bozótpatkány
- Cedros-szigeti bozótpatkány (Neotoma bryanti) Merriam, 1887
- Neotoma baileyi Merriam, 1894 - keleti bozótpatkány
- Neotoma goldmani Merriam, 1903
- Neotoma desertorum Merriam, 1894 - Neotoma lepida
- Neotoma sola Merriam, 1894 - Neotoma lepida
- Neotoma leucodon Merriam, 1894
- Neotoma latifrons Merriam, 1894
- Neotoma warreni Merriam, 1908 - Neotoma leucodon
- Neotoma dispar Merriam, 1894 - Neotoma macrotis
- Neotoma streatori Merriam, 1894 - Neotoma macrotis
- Neotoma bullata Merriam, 1894 - mexikói bozótpatkány
- Neotoma fallax Merriam, 1894
- Neotoma fulviventer Merriam, 1894
- Neotoma navus Merriam, 1903
- Neotoma orizabae Merriam, 1894
- Neotoma pinetorum Merriam, 1893
- Neotoma tenuicauda Merriam, 1892 - mexikói bozótpatkány
- Neotoma arizonae Merriam, 1893 - kefefarkú bozótpatkány
- Neotoma orolestes Merriam, 1894 - kefefarkú bozótpatkány
- Teanopus Merriam, 1903 - a Neotoma nem egyik alneme
- Neotoma phenax Merriam, 1903
- Xenomys Merriam, 1892
- Xenomys nelsoni Merriam, 1892
- Hodomys Merriam, 1894
- Hodomys alleni Merriam, 1892
- Hodomys vetulus Merriam, 1894 - Hodomys alleni
- Nelsonia Merriam, 1897
- Nelsonia goldmani Merriam, 1903
- Nelsonia neotomodon Merriam, 1897
- Peromyscus anthonyi (Merriam, 1887) - kaktuszlakó amerikaiegér
- kanyonlakó amerikaiegér (Peromyscus crinitus) Merriam, 1891
- Peromyscus sitkensis Merriam, 1897 - Peromyscus keeni
- Peromyscus oaxacensis Merriam, 1898 - azték egér
- Peromyscus levipes Merriam, 1898
- Tres Marias-szigeti amerikaiegér (Peromyscus madrensis) Merriam, 1898
- Peromyscus megalotis Merriam, 1890 - Peromyscus truei
- Peromyscus gratus Merriam, 1898
- Peromyscus felipensis Merriam, 1898 - Peromyscus difficilis
- Peromyscus mekisturus Merriam, 1898
- Peromyscus megalops Merriam, 1898
- Peromyscus auritus Merriam, 1898
- Peromyscus comptus Merriam, 1898 - Peromyscus megalops
- Peromyscus orizabae Merriam, 1898 - mexikói amerikaiegér
- Peromyscus tehuantepecus Merriam, 1898
- Peromyscus totontepecus Merriam, 1898 - mexikói amerikaiegér
- guatemalai amerikaiegér (Peromyscus guatemalensis) Merriam, 1898
- chiapasi amerikaiegér (Peromyscus zarhynchus) Merriam, 1898
- Peromyscus cristobalensis Merriam, 1898 - chiapasi amerikaiegér
- Peromyscus hylocetes Merriam, 1898
- Peromyscus rufinus (Merriam, 1890) - őzegér
- Peromyscus cozulmelae Merriam, 1901 - fehérlábú egér
- Peromyscus musculoides Merriam, 1898 - fehérlábú egér
- Reithrodontomys chrysopsis Merriam, 1900
- Reithrodontomys colimae Merriam, 1901
- Reithrodontomys orizabae Merriam, 1901
- Reithrodontomys perotensis Merriam, 1901
- Reithrodontomys tolucae Merriam, 1901 - Reithrodontomys chrysopsis
- Reithrodontomys difficilis Merriam, 1901 - Reithrodontomys fulvescens
- Reithrodontomys griseoflavus Merriam, 1901
- Reithrodontomys helvolus Merriam, 1901
- Reithrodontomys toltecus Merriam, 1901 - Reithrodontomys fulvescens
- Reithrodontomys hirsutus Merriam, 1901
- Reithrodontomys levipes Merriam, 1901 - Reithrodontomys hirsutus
- Reithrodontomys alticolus Merriam, 1901 - nagyfülű mezeiegér
- Reithrodontomys cinereus Merriam, 1901
- Reithrodontomys klamathensis Merriam, 1899 - nagyfülű mezeiegér
- Reithrodontomys dorsalis Merriam, 1901 - Sumichrast-mezeiegér
- Reithrodontomys nerterus Merriam, 1901
- Reithrodontomys otus Merriam, 1901 - Sumichrast-mezeiegér
- zacatecas-i mezeiegér (Reithrodontomys zacatecae) Merriam, 1901
- Reithrodontomys obscurus Merriam, 1901 - zacatecas-i mezeiegér
- Reithrodontomys goldmani Merriam, 1901 - mexikói mezeiegér
- Reithrodontomys jalapae Merriam, 1901 - mexikói mezeiegér
- Reithrodontomys microdon Merriam, 1901
- Reithrodontomys albilabris Merriam, 1901 - Reithrodontomys microdon
- Reithrodontomys tenuirostris Merriam, 1901
- Reithrodontomys aureus Merriam, 1901 - Reithrodontomys tenuirostris
- Onychomys canus Merriam, 1904 - Onychomys arenicola
- Onychomys albescens Merriam, 1904 - északi prériegér
- Onychomys brevicaudus Merriam, 1891
- Onychomys fuliginosus Merriam, 1890
- Onychomys longipes Merriam, 1889
- Onychomys melanophrys Merriam, 1889
- Onychomys pallescens Merriam, 1890 - északi prériegér
- Onychomys longicaudus Merriam, 1889 - déli prériegér
- Onychomys tularensis Merriam, 1904
- Onychomys yakiensis Merriam, 1904 - déli prériegér
- Neotomodon Merriam, 1898
- Neotomodon alstoni Merriam, 1898
- Neotomodon orizabae Merriam, 1898
- Neotomodon perotensis Merriam, 1898 - Neotomodon alstoni
- Megadontomys Merriam, 1898
- Megadontomys nelsoni Merriam, 1898
- Megadontomys thomasi Merriam, 1898
- Peromyscus thomasi Merriam, 1898 - Megadontomys thomasi
- Habromys lepturus Merriam, 1898
- Peromyscus lepturus Merriam, 1898 - Habromys lepturus

##### Betűfogúformák
- Oryzomys palatinus Merriam, 1901 - Handleyomys alfaroi
- Oryzomys caudatus Merriam, 1901 - Handleyomys chapmani
- Oryzomys dilutior Merriam, 1901 - Handleyomys chapmani
- Handleyomys rhabdops (Merriam, 1901)
- Oryzomys rhabdops Merriam, 1901
- Oryzomys angusticeps Merriam, 1901 - Handleyomys rhabdops
- Handleyomys rostratus (Merriam, 1901)
- Oryzomys rostratus Merriam, 1901
- Oryzomys megadon Merriam, 1901
- Oryzomys yucatanensis Merriam, 1901 - Handleyomys rostratus
- Handleyomys saturatior (Merriam, 1901)
- Oryzomys saturatior Merriam, 1901
- Oryzomys hylocetes Merriam, 1901 - Handleyomys saturatior
- Oryzomys albiventer Merriam, 1901
- Oryzomys aztecus Merriam, 1901 - Coues rizspatkánya
- Oryzomys cozumelae Merriam, 1901
- Oryzomys crinitus Merriam, 1901
- Oryzomys goldmani Merriam, 1901
- Oryzomys peragrus Merriam, 1901
- Oryzomys richmondi Merriam, 1901
- Oryzomys rufinus Merriam, 1901
- Oryzomys rufus Merriam, 1901
- Oryzomys teapensis Merriam, 1901
- Oryzomys zygomaticus Merriam, 1901 - Coues rizspatkánya
- Oryzomys nelsoni Merriam, 1898

##### Liánpatkányformák
- Ototylomys Merriam, 1901
- füles liánpatkány (Ototylomys phyllotis) Merriam, 1901
- Ototylomys phaeus Merriam, 1901 - füles liánpatkány
- chiapasi liánpatkány (Tylomys bullaris) Merriam, 1901
- Tumbala-liánpatkány (Tylomys tumbalensis) Merriam, 1901

### Sülalkatúak
- Erethizon dorsata myops Merriam, 1900

### Mókusalkatúak
- Callospermophilus Merriam, 1897
- Sierra-Madre ürge (Callospermophilus madrensis) Merriam, 1901
- Xerospermophilus Merriam, 1892
- Mohave ürge (Xerospermophilus mohavensis) Merriam, 1889
- Perote-ürge (Xerospermophilus perotensis) Merriam, 1893